# 奧斯威戈 (蒙大拿州)
奧斯威戈（英語：Oswego）是位於美國蒙大拿州瓦利縣的非建制地區。

## 歷史
奧斯威戈的郵局於1896年設立，其後於1971年停運。

## 地理
奧斯威戈所處的海拔為高於海平面618米（即2028英呎），而該地所採用的時區為UTC-6，即北美山地時區（MST）。同時該地設有夏令時間，為UTC-7調快一小時，即UTC-6（MDT）。